# Druski
Druski, de son vrai nom Drew Desbordes, né le 12 septembre 1994 à Columbia dans le Maryland, est un humoriste, acteur et vidéaste web américain. Il est connu pour ses sketchs, Coulda Been Records, et pour sa collaboration avec divers artistes dans leurs clips, notamment Jack Harlow, Drake, Lil Yachty, et d'autres.

## Biographie

### Jeunesse et études
Drew Desbordes naît le 12 septembre 1994 à Columbia, dans le Maryland, de Cheryl Desbordes, employée du ministère des Affaires étrangères, et de David McLain Desbordes, pilote commercial qui a précédemment servi dans l'United States Air Force en tant que capitaine et dans l'United States National Guard en tant que major,. Il grandit dans le comté de Gwinnett, en Géorgie. Enfant, il fait du sport et évite la plupart du temps les ennuis, sauf en classe où il fait des blagues. Il fréquente le lycée de South Gwinnett.
Desbordes a toujours été drôle et avait l'habitude de faire rire ses parents en parlant avec différents accents. Sa famille l'a initié au monde de la comédie dès son plus jeune âge, car ses parents regardaient des humoristes populaires à la télévision, tels que Cedric The Entertainer et Dave Chappelle.
Desbordes a obtenu son diplôme d'études secondaires grâce à son professeur d'espagnol, Nancy Gordeuk, qui lui a donné un simple devoir à faire qui lui a permis d'obtenir deux années de cours, ce qui lui a permis d'obtenir son diplôme dans les temps. Il a ensuite fréquenté le Georgia Gwinnett College avant de s'inscrire à l'université du Sud de la Géorgie. Il est devenu dépressif et a cessé d'assister aux cours, préférant regarder des vidéos sur YouTube. Après deux semestres, il a abandonné ses études. À l'origine, Desbordes étudiait l'analyse sportive et voulait devenir présentateur sportif, mais il s'est ensuite tourné vers la comédie après avoir été encouragé par ses camarades de classe.

## Carrière
Le 2 octobre 2017, Desbordes a commencé à publier des sketchs et d'autres contenus comiques sur son compte Instagram sous le nom de « druski2funny », devenu Druski. Dans ses premiers sketches, il a prétendu être un frère de fraternité nommé Kyle Rogger, un cadre impitoyable d'une maison de disques, et d'autres personnages, tels que Bubba Joe, recueillant un large public.
Le 22 octobre 2020, Druski fait une apparition en tant que chauffeur de bus scolaire dans le clip de la chanson de Jack Harlow Tyler Herro. Le 9 mars 2020, il apparaît dans la chanson de Lil Yachty Oprah's Bank Account. Desbordes apparaît dans le clip de la chanson de Drake Laugh Now Cry Later avec Lil Durk,. Drew apparaît également dans les vidéos de la chanson de Jack Harlow Churchill Downs, avec Drake, et dans le clip de Chlöe et Latto pour For the Night.
En 2021, Sean Combs et Adidas ont annoncé une nouvelle série intitulée Sneakin' In With Druski, avec Desbordes en tant qu'animateur. Depuis son lancement, la série a mis en vedette des personnes comme Snoop Dogg, Teyana Taylor et Yung Miami des City Girls. La même année, Desbordes a créé le label satirique Coulda Been Records comme un moyen pour les artistes de venir sur ses lives Instagram, ce qui l'amène généralement à les taquiner tout au long de leur temps de présence. Odell Beckham Jr., le receveur des Baltimore Ravens, s'est lié d'amitié avec Druski après avoir découvert ses vidéos, et a invité l'humoriste à rester chez lui pendant la pandémie de Covid-19. Druski a fait la première partie des concerts de J. Cole et 21 Savage lors de leur tournée The Off-Season Tour en septembre et octobre 2021. En octobre également, Desbordes a proposé de manière satirique à Meek Mill de signer sur Coulda Been Records après que ce dernier ait déclaré qu'il n'était pas payé pour sa musique,,.
Desbordes a lancé sa société de divertissement 4lifers en 2023, qui sert de société parapluie pour ses entreprises. Celles-ci vont des tournées en direct aux productions TV/Film/Web, en passant par les produits dérivés, les licences et Coulda Been Records.

### Tournée
Druski a effectué quatre tournées nationales aux États-Unis. D'abord avec Jack Harlow, puis en première partie de J. Cole lors de la tournée Off-Season avec 21 Savage à l'automne 2021. Druski a également fait la première partie de la tournée One of Them Ones de Chris Brown et Lil Baby à l'été 2022.
Il est la tête d'affiche de sa première tournée de comédie, Coulda Woulda Shoulda, en mars 2023, qui présente un mélange de comédie stand-up traditionnelle et d'auditions en direct dans le cadre de sa série Coulda Been Records.

### Partenariats avec des marques
Druski est apparu dans un certain nombre de promotions. En avril 2021, il apparaît dans la bande-annonce de Squad Up The World | Call of Duty : Warzone Season 3, aux côtés de Young Thug, Saweetie, Jack Harlow, Swae Lee et d'autres. Druski apparaît ensuite dans la publicité télévisée Beats By Dre 'It's the Music' en avril 2021. À l'automne 2021, Druski a joué dans la campagne télévisée nationale de Bud Light seltzer et est actuellement ambassadeur de Bud Light, apparaissant dans des spots pour la couverture du Super Bowl, de la March Madness et du début de la saison NFL. En 2022, il a joué aux côtés de Jack Harlow dans une publicité télévisée pour KFC. Cette année-là, Druski est également apparu dans des spots publicitaires pour AT&T et en 2023, il a joué dans un spot pour le All-Star Game de la NBA et la draft de la NBA. En 2022, Desbordes est également apparu dans le spot Google Pixel Anthem, aux côtés des stars Giánnis Antetokoúnmpo, Candace Parker, Joel Embiid, Kelsey Plum, LaMelo Ball, Jayson Tatum, Jalen Green, Taylor Rooks, Richard Jefferson et Simu Liu. Druski continue d'être un ambassadeur de Google Pixel et joue dans leur dernière publicité télévisée pour les 2023 NBA Playoffs.
Druski a également travaillé sur des publicités pour 2K Sports, Amazon, American Express, Fanatics, Inc, EA Sports, Meta, Mountain Dew, NBA, NFL, Pepsi, PrizePicks, QuikTrip, Raising Cane's Chicken Fingers, et Spotify,,.
Druski détient également une participation dans Happy Dad Hard Seltzer, dont il fait activement la promotion dans son contenu et ses spectacles en direct.

### Coulda Been Records
Desbordes a lancé Coulda Been Records en 2019, un label satirique conçu pour son émission de détection de talents Instagram Live. Desbordes a commencé l'émission en 2019 comme un concours de talents où il cherchait les meilleurs chanteurs, danseurs et rappeurs, et cela "s'est avéré être de la merde". Dans un pivot, il a renommé le projet Coulda Been, et l'a transformé en un label de disques légitime. Ce faisant, il a étudié le métier de deux figures inspirantes, Suge Knight et Diddy. Dans Coulda Been Records, Desbordes endosse le rôle d'un directeur de label. Des artistes établis et des amis comme Chloe Bailey, Drake, Jack Harlow, Ella Mai, Kodak Black, Chance the Rapper, Justin Bieber, Antonio Brown, 21 Savage, Ice Spice rejoignent fréquemment les flux de Druski alors qu'il est à la recherche de talents. Druski est actuellement en train de produire la saison 1 de Coulda Been Records, une série de 8 à 10 épisodes dans laquelle les candidats s'affronteront pour remporter un contrat d'achat d'album Coulda Been Records.

### Télévision et cinéma
Desbordes fait ses débuts au cinéma en 2023. D'abord en tant que caméo dans House Party, sorti le 13 janvier 2023, puis en tant qu'acteur principal dans le film produit par Will Packer, Praise This, réalisé par Tina Gordon Chism, sorti le 7 avril 2023,.
Drew sera présent dans la prochaine saison de Grown-ish. Druski travaille sur plusieurs productions télévisées et cinématographiques qui sortiront en 2024, dont plusieurs qu'il produit de manière exécutive. Il est à la fois scénariste et acteur principal du contenu.